# Sotrovimab
Sotrovimab è un anticorpo monoclonale neutralizzante umano sperimentale a doppia azione contro la proteina spike (S) di SARS-CoV-2 per l'uso in pazienti di età pari o superiore a 12 anni ad alto rischio di sviluppare COVID-19 grave.
Sotrovimab (VIR-7831/GSK4182136) è stato derivato da un anticorpo progenitore (S309) isolato per la prima volta nel 2003 da cellule B di memoria prelevate da un individuo guarito dalla sindrome respiratoria acuta grave (SARS).  L'anticorpo genitore S309 prende di mira la glicoproteina spike (S) , che promuove l'ingresso di SARS-CoV-2 nelle cellule ospiti ed è l'obiettivo principale degli anticorpi neutralizzanti. Utilizzando la microscopia elettronica e saggi di legame, è stato dimostrato che S309 riconosce un epitopo contenente il glicano N343 che è altamente conservato all'interno del sottogenere Sarbecovirus in una regione che non compete con legame dell'enzima di conversione dell'angiotensina II (ACE2). Questo epitopo non si sovrappone alle mutazioni osservate nelle attuali varianti di SARS-CoV-2 preoccupanti e, in una prestampa , è stato dimostrato che Sotrovimab si lega in vitro alle varianti di SARS-CoV-2, inclusa prima la variante beta identificata in Sudafrica (noto come B.1.351 o 501Y.V2). 
Sotrovimab è stato progettato per possedere una mutazione Fc LS (M428L/N434S) che conferisce un maggiore legame al recettore Fc neonatale con conseguente prolungata emivita e potenzialmente una migliore distribuzione del farmaco ai polmoni. 
Sotrovimab ha dimostrato attività attraverso due meccanismi antivirali in vitro, la citotossicità cellulare anticorpo-dipendente (ADCC) e la fagocitosi cellulare anticorpo-dipendente (ADCP). È in fase di sviluppo da GlaxoSmithKline e Vir Biotechnology, Inc.  
Il 21 maggio 2021, il Comitato per i medicinali per uso umano (CHMP) dell'Agenzia europea per i medicinali (EMA) ha completato la sua revisione sull'uso di Sotrovimab per il trattamento di COVID-19. Ha concluso che il Sotrovimab può essere usato per trattare la COVID-19 confermata negli adulti e negli adolescenti (di età pari o superiore a dodici anni e con un peso di almeno 40 kg) che non richiedono ossigeno supplementare e che sono a rischio di progressione verso la COVID-19 grave. La revisione continua del Sotrovimab continuerà e, una volta completata, costituirà la base per una domanda di autorizzazione all'immissione in commercio nell'UE per questo medicinale.
Il 26 maggio 2021, la Food and Drug Administration (FDA) statunitense ha rilasciato un'autorizzazione all'uso di emergenza (EUA) per Sotrovimab per il trattamento di COVID-19 da lieve a moderata in persone di età pari o superiore a dodici anni di peso pari ad almeno 40 chilogrammi (88 libbre) con risultati positivi del test virale diretto SARS-CoV-2 e che sono ad alto rischio di progressione a COVID-19 grave, incluso il ricovero in ospedale o la morte.
Il 7 agosto 2021 l’Agenzia italiana del farmaco (AIFA) informa che è possibile utilizzare anche l’anticorpo monoclonale Sotrovimab per la cura della COVID-19.